# بشت كوه (شميل)
بُشت کوه 
بَشتَكوه
(بالفارسية: پَشتَکوه) هي قرية تقع في إيران في [http://قسم%20جلابي%20الریفی  يقدر عدد سكانها بـ 477 نسمة .